# Кушнаренково
Кушнаре́нково (рос. Кушнаренково, башк. Кушнаренко) — село, центр Кушнаренковського району Башкортостану, Росія. Адміністративний центр Кушнаренковської сільської ради.
Населення — 9870 осіб (2010; 10630 у 2002).
Національний склад:
- башкири — 39 %
- татари — 39 %

## Уродженці
- Абдулліна Ліра Султанівна (1936—1987) — башкирська поетеса і журналістка.